# Tambalakokboom
De tambalakokboom (Sideroxylon grandiflorum, ook wel de "dodoboom" of "calvariaboom" genaamd ) is een op het eiland Mauritius endemische soort boom, waarvan het hout als timmerhout zeer wordt gewaardeerd.

## Beschrijving
Deze boom was bijna uitgestorven. In 1973 waren er waarschijnlijk nog maar dertien bomen van deze soort, die een geschatte leeftijd van driehonderd jaar hadden. Omdat de tambalakokboom geen jaarringen heeft, kon de exacte leeftijd niet worden bepaald. Lang werd vermoed dat de zaden van deze boom alleen kiemden als ze door het maag-darmkanaal van de dodo waren gegaan. Proeven met zaden die eerst door een kalkoen waren opgegeten gaven hierover geen duidelijk resultaat. Waarschijnlijk waren ook andere diersoorten die later zeldzaam werden op het eiland, betrokken bij de verspreiding van de zaden. Een andere mogelijke oorzaak van het bijna uitsterven kan te maken hebben met de introductie van plantenetende en wroetende dieren (invasieve soorten) die de zaailingen geen kans gaven zich tot boom te ontwikkelen. Waarschijnlijk zijn er bovendien minder ingewikkelde manieren om de zaden tot kieming te krijgen.

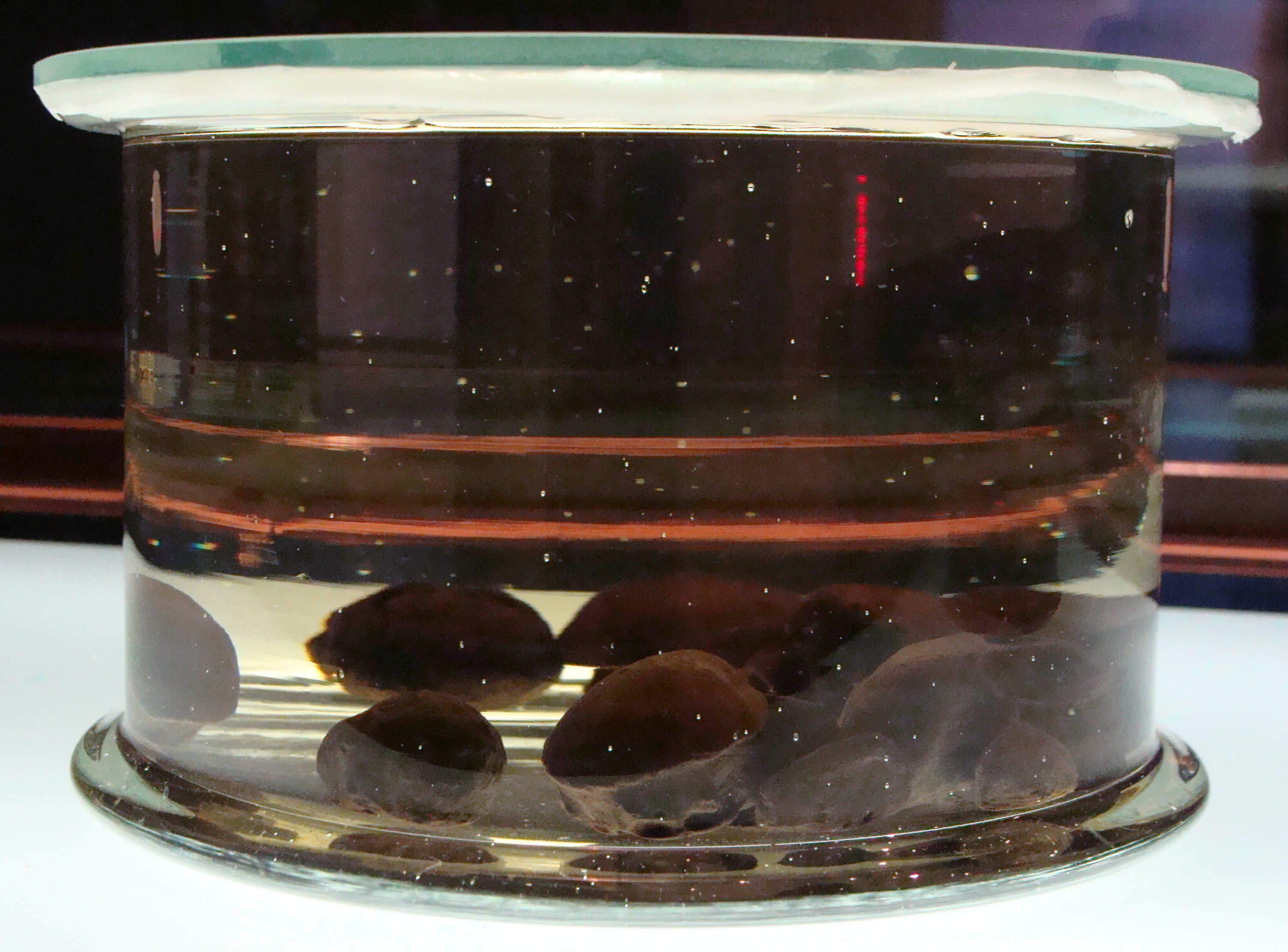
Zaden van de dodoboom (Sideroxylon grandiflorum; voorheen Calvaria major). De pot met zaden was te zien op een tentoonstelling over de Dodo Expeditie in het Nationaal Natuurhistorisch Museum 'Naturalis' in Leiden, Nederland.